# Прапор Зарічного
Прапор Зарі́чного — офіційний символ смт Зарічне Рівненської області. Затверджений 8 серпня 1997 року сесією Зарічненської селищної ради.

## Опис
Квадратне полотнище, із двох рівновеликих горизонтальних смуг; на верхньому синьому тлі — білий лелека з червоним дзьобом і ногами та чорними пір'їнами на крилах і хвості; на нижньому жовтому — виростають три стеблини рогозу зі зеленими стеблами та листками і чорними голівками.

## Автори
Автори проекту прапора — А. Б. Гречило та Ю. П. Терлецький.